# Каани, Исмаил
Исмаил Каани (перс.  اسماعیل قاآنی‎; 8 августа 1957, Мешхед) — иранский военный деятель, бригадный генерал и командующий спецподразделением «Аль-Кудс» в составе Корпуса стражей исламской революции (КСИР), предназначенного для проведения спецопераций за пределами Ирана.
После того как 3 января 2020 года генерал Касем Сулеймани был убит в результате воздушного удара американского беспилотника возле международного аэропорта Багдада, Высший руководитель Ирана Али Хаменеи назначил генерала Исмаила Каани командующим силами «Кудс».
Сообщалось о его гибели в результате удара Израиля по Ирану 13 июня 2025 года. Однако 24 июня Каани появился на параде в честь дня победы.

## Ранние годы
Исмаил Каани родился 8 августа 1957 года в Мешхеде. Он познакомился с Касемом Сулеймани на фронте ирано-иракской войны. Каани начал служить в КСИР в 1980 году.

## Военная карьера
Во время ирано-иракской войны Каани возглавлял 5-ю бригаду Насра и 21-ю бронетанковую бригаду Имама Резы. В 1981 году он прошёл военную подготовку в офицерской академии имама Али в Тегеране.
После войны он присоединился к силам Кудса и начал свою деятельность в провинции Хорасан, которая граничит с Афганистаном, Туркменистаном и Пакистаном. В то время как Сулеймани работал на западном направлении, Каани сосредоточился на приоритетах Ирана на востоке, таких как борьба с контрабандой наркотиков и поддержка Северного альянса Афганистана в его войне против режима талибов.
Каани противостоял интересам Пакистана, обладающим ядерным оружием, создав на её территории разветвленную агентурную сеть.
В 1997 году главнокомандующий Корпуса «стражей исламской революции» (КСИР) генерал Яхья Рахим Сафави назначил генерала Исмаила Каани заместителем командующего «Кудс». В качестве заместителя генерала К. Сулеймани Каани курировал финансовые выплаты военизированным группам, включая «Хезболлу», и отправку партии оружия, предназначенную для Гамбии, перехваченную в Нигерии в октябре 2010 года.

### Командующий силами «Кудс»
3 января 2020 года Высший руководитель Ирана Али Хаменеи назначил генерала Исмаила Каани командующим силами «Кудс» после того, как генерал Касем Сулеймани был убит в результате авиаудара американского беспилотника возле международного аэропорта Багдада. Реакция на его назначение была неоднозначной. Али Хаменеи описал его как «одного из самых выдающихся военачальников Священной защиты». Саид Голкар, профессор политологии Университета Теннесси в США и приглашённый научный сотрудник по вопросам политики в отношении Ирана в Чикагском совете по глобальным делам, считает, что для Хаменеи важно, чтобы новый командир обладал такими качествами, как «лояльность» и «преданность» ему и Революционной гвардии. Кроме того, он был знаком с силами «Кудс», управлением этими силами и доверенными лицами Ирана. Каани соответствовал этому требованию. Иранский политический эксперт, доктор Карим Абдиан Бани Саид, высказал мнение, что назначение Каани было поспешным и что его опыт явно уступает опыту убитого командира Сулеймани. Однако, он отметил, что, несмотря на свою неизвестность, Каани является ветераном с многолетним военным опытом за границей, и дал понять, что его назначение вряд ли уменьшит влияние сил «Кудс» во внешней политике Ирана или изменит иранское влияние в регионе.

### Война против талибов в Афганистане
После присоединения к силам «Кудс» и начала деятельности в восточном Иране генерал Каани начал оказывать поддержку Северному альянсу, объединённого фронта против Талибана, пришедшего к власти в 1996 году.

### Деятельность в Сирии
25 мая 2012 года две деревни в сирийском районе Хула в провинции Хомс подверглись вооружённому нападению, в результате чего погибли 108 человек, в том числе 49 детей. Следователи Организации Объединённых Наций пришли к выводу, что жертвы были убиты в «двух сериях суммарных казней» отрядом «Шабиха», сторонниками президента Асада. 29 мая пресс-секретарь Госдепартамента США Виктория Нуланд заявила, что Исмаил Каани в интервью двумя днями ранее утверждал, что силы «Кудс» помогали обучить «Шабиху», ответственного за нападение на Хулу.
27 мая генерал Каани дал интервью «Iranian Students News Agency» (ISNA), в котором он заявил: «Благодаря присутствию Ирана в Сирии — физическому и нефизическому — были предотвращены массовые убийства … если бы Исламская республика не присутствовала в Сирии, то массовые убийства имели бы куда большой размах». Данное интервью было удалено с сайта ISNA в течение нескольких часов, но копии остались в других новостных агентствах. По словам Меира Джаведанфара, ирано-израильского эксперта по Ближнему Востоку, заявление Каани было «первым случаем, когда старший офицер КСИР признал, что силы Кудса действуют в Сирии».
Начальник Генштаба Вооружённых сил Ирана генерал Сейед Хасан Фирузабади заявил в эфире Press TV, что «[мы] не вмешиваемся во внутренние дела Сирии, но мы поддерживаем Сирию как фронт сопротивления Израилю, потому что одним из наших принципов является вопрос Палестины … Мы призвали правительство страны проводить реформы и прислушиваться к требованиям своего народа».
До назначения на пост командующего силами «Кудс» Исмаил Каани принимал участие в мероприятиях по вербовке боевиков-шиитов Лива Фатимиюн и «Лива Зайнабиюн», воевавших в Сирии на стороне правительственных сил.

### Эскалация напряжённости между Ираном и США
На церемонии поминовения мучеников 5 июля 2017 года Каани утверждал, что США впустую потратили $6 триллионов на Ирак и Афганистан, пытаясь напасть на Иран. В конце Каани сказал: «Америка понесла от нас больше потерь, чем мы от них».
22 января 2020 года специальный представитель США по Ирану Брайан Хук заявил, что если преемник иранского командира, убитого в результате удара американского беспилотника продолжит убивать американцев, то его постигнет та же участь. В ответ пресс-секретарь Министерства иностранных дел Ирана Аббас Мусави заявил: «Эти слова являются официальным заявлением и явным разоблачением целенаправленного государственного терроризма Америки».
После удара беспилотника, убившего его предшественника Сулеймани, Исмаил Каани в эфире телеканала «Аль-Джазира» заявил: «Мы говорим всем, проявите терпение и увидите трупы американцев по всему Ближнему Востоку».

## Санкции США
27 марта 2012 года Исмаил Каани был добавлен в список особо обозначенных граждан и заблокированных лиц Управлением по контролю за иностранными активами (OFAC), заморозив его предполагаемые активы и запретив операции с организациями США. США наложили санкции на Каани за надзор за распределением средств, выделяемых силами «Кудс» региональным союзникам.
Президент Дональд Трамп также объявил о новых санкциях против КСИР как пособника террористических группировок. Исмаил Каани на это ответил: «Мы не воинственная страна. Но о любых военных действиях против Ирана будет сожалеть … Угрозы Трампа против Ирана нанесут ущерб Америке … Мы похоронили многих … таких как Трамп, и знаем, как бороться против Америки».